# Mamadou N'Doye
Pour les articles homonymes, voir N'Doye.
Mamadou N'Doye, né le 6 octobre 1979, est un joueur sénégalais de basket-ball. Il évolue au poste d'arrière.